# Erhard Grüttner
Erhard Grüttner (* 26. Februar 1938 in Wohlau) ist ein deutscher Grafikdesigner, Plakatkünstler und Illustrator. Von 1995 bis 2007 war er Professor für Grafikdesign an der Hochschule Anhalt.

## Leben

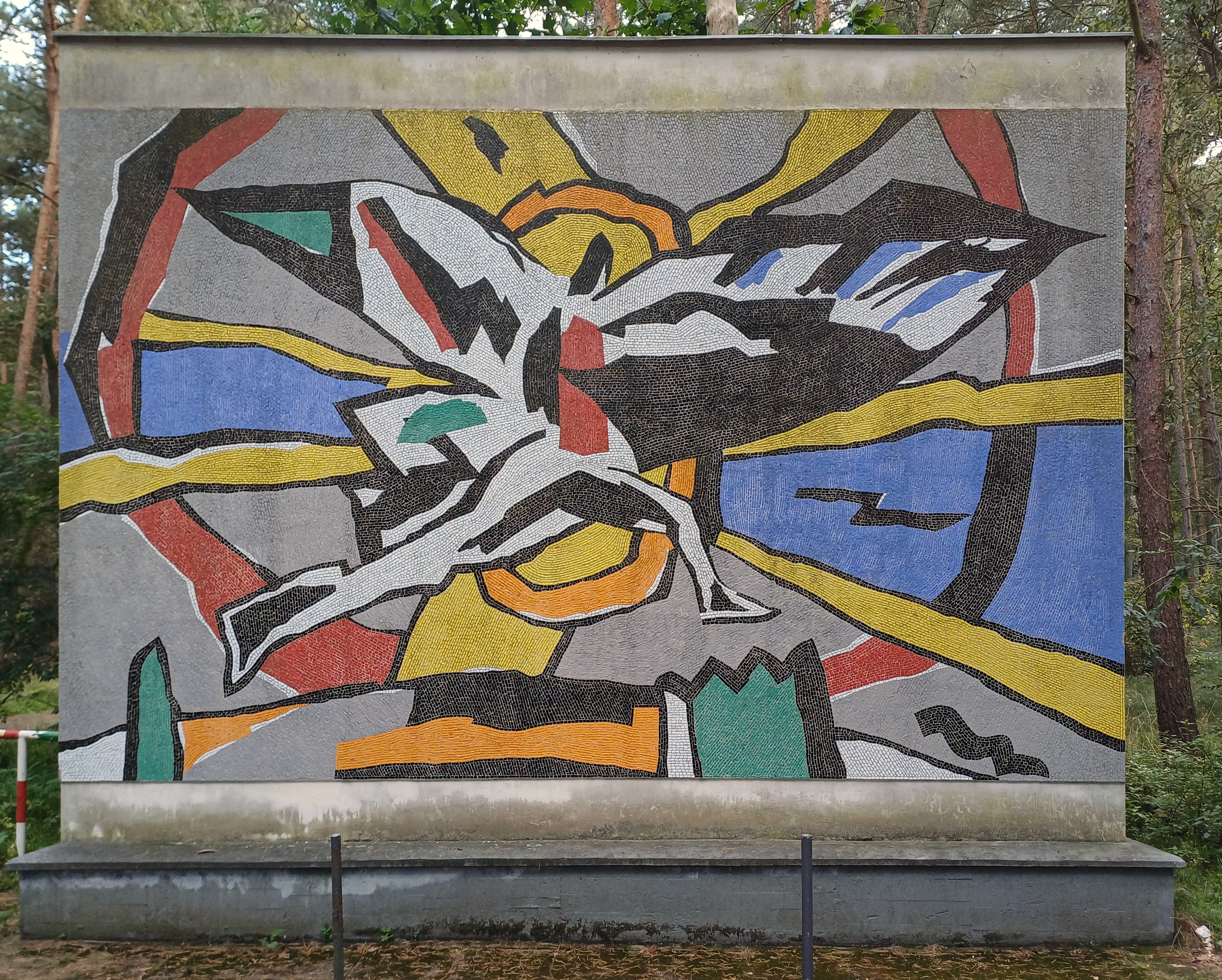
Mosaik in Stölln

Nach Schule und Lehre als Schriftlithograf studierte Erhard Grüttner von 1957 bis 1962 Freie Grafik und Malerei bei Bernhard Heisig an der Hochschule für Grafik und Buchkunst Leipzig. Anschließend arbeitete er mehrere Jahre als Grafiker beim Berliner Progress Film-Verleih. In dieser Zeit entwarf er unter anderem die Plakate zu den DEFA-Klassikern Der Untertan und zum Film Spur der Steine, dessen Aufführung später verboten wurde. Seit 1969 arbeitet er freischaffend.
Seine Arbeitsgebiete umfassen Plakatgestaltung, Illustration, Buchgestaltung und Fernsehdesign. Zudem wurden mehrere Arbeiten von ihm als Kunst am Bau umgesetzt.
Grüttner hatte in der DDR und im Ausland eine große Zahl von Einzelausstellungen und Ausstellungsbeteiligungen, u. a. von 1967 bis 1988 von der VI. Deutschen Kunstausstellung bis zur X. Kunstausstellung der DDR in Dresden. Seit 1966 waren Arbeiten Grüttners auf internationalen Plakatbiennalen in Brno, Colorado, Lahti, Moskau, Osnabrück, Ottawa, Paris, Riga, Tokio und Warschau vertreten.
Von 1995 bis 2007 hatte er eine Professur für Grafikdesign an der Hochschule Anhalt in Dessau inne. Seitdem ist er wieder freischaffend tätig.
Plakate von Erhard Grüttner befinden sich in vielen nationalen und internationalen Galerien und Sammlungen, unter anderem im Bestand
- des Deutschen Historischen Museums[3]
- des Centre Georges-Pompidou Paris
- der Akademie der Künste (Berlin)
- der Brandenburgischen Kunstsammlung Cottbus
- des Deutschen Plakat Museums Essen
- des Zürcher Museums für Gestaltung
- des Museums Folkwang in Essen

Erhard Grüttner lebt und arbeitet zusammen mit seiner Frau Roswitha Grüttner in Blankenfelde-Mahlow.

## Auszeichnungen (Auswahl)
Erhard Grüttner war mit seinen Werken mehrfach in der Auswahl „Die 100 besten Plakate des Jahres“ vertreten, zum Beispiel
- 1969 Bestes Plakat 69 für das Filmplakat Hiroshima, mon amour
- 1974 Bestes Plakat 74 für das Filmplakat Tod in Venedig
- 1975 Bestes Plakat 75 für die Filmplakate Der Untertan und Jakob der Lügner
- 1980 1. Preis für das Theaterplakat Der Revisor (Maxim-Gorki-Theater)
- 1981 Kunstpreis der DDR
- 1981 2. Preis für das Filmplakat Iphigenie
- 1982 2. Preis für das Theaterplakat Faust (Theater Karl-Marx-Stadt)
- 1983 Kritikerpreis für das Theaterplakat Die Fische (Maxim-Gorki-Theater)
- 1984 Theodor-Fontane-Preis
- 1985 3. Preis für das Theaterplakat Im Morgengrauen ist es noch still (Bühnen der Stadt Magdeburg) und der 3. Preis für das Filmplakat Das Haus am Fluß
- 1986 3. Preis für das Filmplakat Carmen
- 1987 Kritikerpreis für das Filmpalakt Die offizielle Geschichte
- 1988 1. Preis für das Filmplakat Der letzte Kaiser

## Rezeption
„. . . einer der kreativsten und stilsichersten Filmplakatgestalter, schuf immer wieder Plakate, die mit Ideenreichtum und Vielfalt im Design überraschten . . . “

## Internationale Wettbewerbsbeteiligungen (Auswahl)
- 1980 Internationaler Plakatwettbewerb anlässlich der Olympischen Sommerspiele in Moskau – Peace – 3. Preis
- 1989 Internationaler Plakatwettbewerb in Osaka – Fire – 3. Preis
- 1996 Internationaler Plakatwettbewerb Paris – ubu roi – 3. Preis und Faust 2 – 1. Preis
- 2007 Internationaler Plakatwettbewerb Hongkong – Michael Kohlhaas – 1. Preis

## Buchillustrationen (Auswahl)
- Elfriede Brüning: Septemberreise, Mitteldeutscher Verlag Halle, 1974
- Ursula Hörig: Timmes Häuser, Hinstorff Verlag Rostock, 1978
- Harry Thürk: Der Tod und der Regen, Das Neue Berlin, 1982
- Hedda Zinner: Arrangement mit dem Tod, Buchverlag Der Morgen Berlin, 1984
- Hermann Kant: Die Aula, Rütten & Loening Berlin, 1986
- Arnold Zweig: Ein bißchen Blut, Aufbau-Verlag Berlin und Weimar, 1987

Weiterhin gestaltete er zahlreiche Bücher der Krimireihe DIE – Delikte Indizien Ermittlungen.